# Gylippus bayrami
Espèce
Gylippus bayrami est une espèce de solifuges de la famille des Gylippidae.

## Distribution
Cette espèce est endémique de la province d'Antalya en Turquie. Elle se rencontre vers Tatköy.

## Étymologie
Cette espèce est nommée en l'honneur d'Abdullah Bayram.

## Publication originale
- Erdek, 2015 : Gylippus (Hemigylippus) bayrami sp. n. from Turkey with comparative remarks on the species of the subgenus Gylippus (Hemigylippus) Birula (Solifugae: Gylippidae). Zoology in the Middle East, vol. 61, no 1, p. 69-75.